# 1983年のナショナルリーグチャンピオンシップシリーズ
1983年の野球において、メジャーリーグベースボール（MLB）のポストシーズンは10月4日に開幕した。ナショナルリーグの第15回リーグチャンピオンシップシリーズ（15th National League Championship Series、以下「リーグ優勝決定戦」と表記）は、同日から8日にかけて計4試合が開催された。その結果、フィラデルフィア・フィリーズ（東地区）がロサンゼルス・ドジャース（西地区）を3勝1敗で下し、3年ぶり4回目のリーグ優勝およびワールドシリーズ進出を果たした。
両球団がリーグ優勝決定戦で対戦するのは、1977年と1978年に次いで5年ぶり3度目で、過去2度はいずれもドジャースが制している。また、この年のレギュラーシーズンでは両球団は12試合対戦し、ドジャースが11勝1敗と勝ち越していた。その12試合の内容も一方的で、ドジャース11勝のうち5勝が零封で3勝が1失点、総得点はフィリーズの15点に対しドジャースは49点だった。しかし今シリーズは、フィリーズが下馬評を覆して制した。フィリーズは、1950年のリーグ優勝時は若手選手が多く "Whiz Kids"（「神童」）との異名をとったのに対し、今回の優勝時は高齢のベテラン選手が多く "Wheeze Kids"（「息切れ坊や」）と呼ばれた。シリーズMVPには、優勝を決めた第4戦で先制・決勝の3点本塁打を放つなど、4試合で打率.429・3本塁打・8打点・OPS 1.571という成績を残したフィリーズのゲイリー・マシューズが選出された。しかしフィリーズは、ワールドシリーズではアメリカンリーグ王者ボルチモア・オリオールズに1勝4敗で敗れ、3年ぶり2度目の優勝を逃した。

## 試合結果
1983年のナショナルリーグ優勝決定戦は10月4日に開幕し、途中に移動日を挟んで5日間で4試合が行われた。日程・結果は以下の通り。
| 日付                                                        | 試合  | ビジター球団（先攻）         | スコア | ホーム球団（後攻）           | 開催球場               | 開催球場                                   |
| ----------------------------------------------------------- | ----- | ---------------------------- | ------ | ---------------------------- | ---------------------- | ------------------------------------------ |
| 10月04日（火）                                              | 第1戦 | フィラデルフィア・フィリーズ | 1－0   | ロサンゼルス・ドジャース     | ドジャー・スタジアム   | ドジャー・スタジアムベテランズ・スタジアム |
| 10月05日（水）                                              | 第2戦 | フィラデルフィア・フィリーズ | 1－4   | ロサンゼルス・ドジャース     | ドジャー・スタジアム   | ドジャー・スタジアムベテランズ・スタジアム |
| 10月06日（木）                                              |       | 移動日                       | 移動日 | 移動日                       |                        | ドジャー・スタジアムベテランズ・スタジアム |
| 10月07日（金）                                              | 第3戦 | ロサンゼルス・ドジャース     | 2－7   | フィラデルフィア・フィリーズ | ベテランズ・スタジアム | ドジャー・スタジアムベテランズ・スタジアム |
| 10月08日（土）                                              | 第4戦 | ロサンゼルス・ドジャース     | 2－7   | フィラデルフィア・フィリーズ | ベテランズ・スタジアム | ドジャー・スタジアムベテランズ・スタジアム |
| 優勝：フィラデルフィア・フィリーズ（3勝1敗 / 3年ぶり4度目） |       |                              |        |                              |                        | ドジャー・スタジアムベテランズ・スタジアム |

### 第1戦 10月4日
- ドジャー・スタジアム（カリフォルニア州ロサンゼルス）

|                              | 1 | 2 | 3 | 4 | 5 | 6 | 7 | 8 | 9 | R | H | E |
| ---------------------------- | - | - | - | - | - | - | - | - | - | - | - | - |
| フィラデルフィア・フィリーズ | 1 | 0 | 0 | 0 | 0 | 0 | 0 | 0 | 0 | 1 | 5 | 1 |
| ロサンゼルス・ドジャース     | 0 | 0 | 0 | 0 | 0 | 0 | 0 | 0 | 0 | 0 | 7 | 0 |

1. 勝利：スティーブ・カールトン（1勝）
2. セーブ：アル・ホランド（1S）
3. 敗戦：ジェリー・ロイス（1敗）
4. 本塁打
PHI：マイク・シュミット1号ソロ
5. 審判
［球審］テリー・テイタ
［塁審］一塁: ディック・ステーロ、二塁: ジョン・マクシェリー、三塁: リー・ウェイヤー
［外審］左翼: ダグ・ハーヴェイ、右翼: ジェリー・クロフォード
6. 昼間試合  試合時間: 2時間17分  観客: 4万9963人
詳細: Baseball-Reference.com

| フィラデルフィア・フィリーズ | フィラデルフィア・フィリーズ | フィラデルフィア・フィリーズ | フィラデルフィア・フィリーズ | フィラデルフィア・フィリーズ                                                                                  | ロサンゼルス・ドジャース | ロサンゼルス・ドジャース | ロサンゼルス・ドジャース | ロサンゼルス・ドジャース | ロサンゼルス・ドジャース                                                                                |
| ---------------------------- | ---------------------------- | ---------------------------- | ---------------------------- | --- | ------------------------ | ------------------------ | ------------------------ | ------------------------ | --- |
| 打順                         | 守備                         | 選手                         | 打席                         | S・カールトンB・ディアスP・ローズJ・モーガンM・シュミットI・デヘスースG・マシューズG・マドックスS・レスカーノ | 打順                     | 守備                     | 選手                     | 打席                     | J・ロイスS・イェーガーM・マーシャルS・サックスP・ゲレーロB・ラッセルD・ベイカーK・ランドローD・トーマス |
| 1                            | 二                           | J・モーガン                  | 左                           | S・カールトンB・ディアスP・ローズJ・モーガンM・シュミットI・デヘスースG・マシューズG・マドックスS・レスカーノ | 1                        | 二                       | S・サックス              | 右                       | J・ロイスS・イェーガーM・マーシャルS・サックスP・ゲレーロB・ラッセルD・ベイカーK・ランドローD・トーマス |
| 2                            | 一                           | P・ローズ                    | 両                           | S・カールトンB・ディアスP・ローズJ・モーガンM・シュミットI・デヘスースG・マシューズG・マドックスS・レスカーノ | 2                        | 遊                       | B・ラッセル              | 右                       | J・ロイスS・イェーガーM・マーシャルS・サックスP・ゲレーロB・ラッセルD・ベイカーK・ランドローD・トーマス |
| 3                            | 三                           | M・シュミット                | 右                           | S・カールトンB・ディアスP・ローズJ・モーガンM・シュミットI・デヘスースG・マシューズG・マドックスS・レスカーノ | 3                        | 左                       | D・ベイカー              | 右                       | J・ロイスS・イェーガーM・マーシャルS・サックスP・ゲレーロB・ラッセルD・ベイカーK・ランドローD・トーマス |
| 4                            | 右                           | S・レスカーノ                | 右                           | S・カールトンB・ディアスP・ローズJ・モーガンM・シュミットI・デヘスースG・マシューズG・マドックスS・レスカーノ | 4                        | 三                       | P・ゲレーロ              | 右                       | J・ロイスS・イェーガーM・マーシャルS・サックスP・ゲレーロB・ラッセルD・ベイカーK・ランドローD・トーマス |
| 5                            | 左                           | G・マシューズ                | 右                           | S・カールトンB・ディアスP・ローズJ・モーガンM・シュミットI・デヘスースG・マシューズG・マドックスS・レスカーノ | 5                        | 一                       | M・マーシャル            | 右                       | J・ロイスS・イェーガーM・マーシャルS・サックスP・ゲレーロB・ラッセルD・ベイカーK・ランドローD・トーマス |
| 6                            | 中                           | G・マドックス                | 右                           | S・カールトンB・ディアスP・ローズJ・モーガンM・シュミットI・デヘスースG・マシューズG・マドックスS・レスカーノ | 6                        | 捕                       | S・イェーガー            | 右                       | J・ロイスS・イェーガーM・マーシャルS・サックスP・ゲレーロB・ラッセルD・ベイカーK・ランドローD・トーマス |
| 7                            | 捕                           | B・ディアス                  | 右                           | S・カールトンB・ディアスP・ローズJ・モーガンM・シュミットI・デヘスースG・マシューズG・マドックスS・レスカーノ | 7                        | 中                       | K・ランドロー            | 左                       | J・ロイスS・イェーガーM・マーシャルS・サックスP・ゲレーロB・ラッセルD・ベイカーK・ランドローD・トーマス |
| 8                            | 遊                           | I・デヘスース                | 右                           | S・カールトンB・ディアスP・ローズJ・モーガンM・シュミットI・デヘスースG・マシューズG・マドックスS・レスカーノ | 8                        | 右                       | D・トーマス              | 両                       | J・ロイスS・イェーガーM・マーシャルS・サックスP・ゲレーロB・ラッセルD・ベイカーK・ランドローD・トーマス |
| 9                            | 投                           | S・カールトン                | 左                           | S・カールトンB・ディアスP・ローズJ・モーガンM・シュミットI・デヘスースG・マシューズG・マドックスS・レスカーノ | 9                        | 投                       | J・ロイス                | 左                       | J・ロイスS・イェーガーM・マーシャルS・サックスP・ゲレーロB・ラッセルD・ベイカーK・ランドローD・トーマス |
| 先発投手                     | 先発投手                     | 先発投手                     | 投球                         | S・カールトンB・ディアスP・ローズJ・モーガンM・シュミットI・デヘスースG・マシューズG・マドックスS・レスカーノ | 先発投手                 | 先発投手                 | 先発投手                 | 投球                     | J・ロイスS・イェーガーM・マーシャルS・サックスP・ゲレーロB・ラッセルD・ベイカーK・ランドローD・トーマス |
| S・カールトン                | S・カールトン                | S・カールトン                | 左                           | S・カールトンB・ディアスP・ローズJ・モーガンM・シュミットI・デヘスースG・マシューズG・マドックスS・レスカーノ | J・ロイス                | J・ロイス                | J・ロイス                | 左                       | J・ロイスS・イェーガーM・マーシャルS・サックスP・ゲレーロB・ラッセルD・ベイカーK・ランドローD・トーマス |

### 第2戦 10月5日
- ドジャー・スタジアム（カリフォルニア州ロサンゼルス）

|                              | 1 | 2 | 3 | 4 | 5 | 6 | 7 | 8 | 9 | R | H | E |
| ---------------------------- | - | - | - | - | - | - | - | - | - | - | - | - |
| フィラデルフィア・フィリーズ | 0 | 1 | 0 | 0 | 0 | 0 | 0 | 0 | 0 | 1 | 7 | 2 |
| ロサンゼルス・ドジャース     | 1 | 0 | 0 | 0 | 2 | 0 | 0 | 1 | X | 4 | 6 | 1 |

1. 勝利：フェルナンド・バレンズエラ（1勝）
2. セーブ：トム・ニーデンフューアー（1S）
3. 敗戦：ジョン・デニー（1敗）
4. 本塁打
PHI：ゲイリー・マシューズ1号ソロ
5. 審判
［球審］ディック・ステーロ
［塁審］一塁: ジョン・マクシェリー、二塁: リー・ウェイヤー、三塁: ダグ・ハーヴェイ
［外審］左翼: ジェリー・クロフォード、右翼: テリー・テイタ
6. 昼間試合  試合時間: 2時間44分  観客: 5万5967人
詳細: Baseball-Reference.com

| フィラデルフィア・フィリーズ | フィラデルフィア・フィリーズ | フィラデルフィア・フィリーズ | フィラデルフィア・フィリーズ | フィラデルフィア・フィリーズ                                                                              | ロサンゼルス・ドジャース | ロサンゼルス・ドジャース | ロサンゼルス・ドジャース | ロサンゼルス・ドジャース | ロサンゼルス・ドジャース                                                                                      |
| ---------------------------- | ---------------------------- | ---------------------------- | ---------------------------- | --- | ------------------------ | ------------------------ | ------------------------ | ------------------------ | --- |
| 打順                         | 守備                         | 選手                         | 打席                         | J・デニーB・ディアスP・ローズJ・モーガンM・シュミットI・デヘスースG・マシューズG・マドックスS・レスカーノ | 打順                     | 守備                     | 選手                     | 打席                     | F・バレンズエラJ・フィンプルG・ブロックS・サックスP・ゲレーロB・ラッセルD・ベイカーK・ランドローM・マーシャル |
| 1                            | 二                           | J・モーガン                  | 左                           | J・デニーB・ディアスP・ローズJ・モーガンM・シュミットI・デヘスースG・マシューズG・マドックスS・レスカーノ | 1                        | 二                       | S・サックス              | 右                       | F・バレンズエラJ・フィンプルG・ブロックS・サックスP・ゲレーロB・ラッセルD・ベイカーK・ランドローM・マーシャル |
| 2                            | 一                           | P・ローズ                    | 両                           | J・デニーB・ディアスP・ローズJ・モーガンM・シュミットI・デヘスースG・マシューズG・マドックスS・レスカーノ | 2                        | 一                       | G・ブロック              | 左                       | F・バレンズエラJ・フィンプルG・ブロックS・サックスP・ゲレーロB・ラッセルD・ベイカーK・ランドローM・マーシャル |
| 3                            | 三                           | M・シュミット                | 右                           | J・デニーB・ディアスP・ローズJ・モーガンM・シュミットI・デヘスースG・マシューズG・マドックスS・レスカーノ | 3                        | 左                       | D・ベイカー              | 右                       | F・バレンズエラJ・フィンプルG・ブロックS・サックスP・ゲレーロB・ラッセルD・ベイカーK・ランドローM・マーシャル |
| 4                            | 右                           | S・レスカーノ                | 右                           | J・デニーB・ディアスP・ローズJ・モーガンM・シュミットI・デヘスースG・マシューズG・マドックスS・レスカーノ | 4                        | 三                       | P・ゲレーロ              | 右                       | F・バレンズエラJ・フィンプルG・ブロックS・サックスP・ゲレーロB・ラッセルD・ベイカーK・ランドローM・マーシャル |
| 5                            | 左                           | G・マシューズ                | 右                           | J・デニーB・ディアスP・ローズJ・モーガンM・シュミットI・デヘスースG・マシューズG・マドックスS・レスカーノ | 5                        | 中                       | K・ランドロー            | 左                       | F・バレンズエラJ・フィンプルG・ブロックS・サックスP・ゲレーロB・ラッセルD・ベイカーK・ランドローM・マーシャル |
| 6                            | 中                           | G・マドックス                | 右                           | J・デニーB・ディアスP・ローズJ・モーガンM・シュミットI・デヘスースG・マシューズG・マドックスS・レスカーノ | 6                        | 右                       | M・マーシャル            | 右                       | F・バレンズエラJ・フィンプルG・ブロックS・サックスP・ゲレーロB・ラッセルD・ベイカーK・ランドローM・マーシャル |
| 7                            | 捕                           | B・ディアス                  | 右                           | J・デニーB・ディアスP・ローズJ・モーガンM・シュミットI・デヘスースG・マシューズG・マドックスS・レスカーノ | 7                        | 遊                       | B・ラッセル              | 右                       | F・バレンズエラJ・フィンプルG・ブロックS・サックスP・ゲレーロB・ラッセルD・ベイカーK・ランドローM・マーシャル |
| 8                            | 遊                           | I・デヘスース                | 右                           | J・デニーB・ディアスP・ローズJ・モーガンM・シュミットI・デヘスースG・マシューズG・マドックスS・レスカーノ | 8                        | 捕                       | J・フィンプル            | 右                       | F・バレンズエラJ・フィンプルG・ブロックS・サックスP・ゲレーロB・ラッセルD・ベイカーK・ランドローM・マーシャル |
| 9                            | 投                           | J・デニー                    | 右                           | J・デニーB・ディアスP・ローズJ・モーガンM・シュミットI・デヘスースG・マシューズG・マドックスS・レスカーノ | 9                        | 投                       | F・バレンズエラ          | 左                       | F・バレンズエラJ・フィンプルG・ブロックS・サックスP・ゲレーロB・ラッセルD・ベイカーK・ランドローM・マーシャル |
| 先発投手                     | 先発投手                     | 先発投手                     | 投球                         | J・デニーB・ディアスP・ローズJ・モーガンM・シュミットI・デヘスースG・マシューズG・マドックスS・レスカーノ | 先発投手                 | 先発投手                 | 先発投手                 | 投球                     | F・バレンズエラJ・フィンプルG・ブロックS・サックスP・ゲレーロB・ラッセルD・ベイカーK・ランドローM・マーシャル |
| J・デニー                    | J・デニー                    | J・デニー                    | 右                           | J・デニーB・ディアスP・ローズJ・モーガンM・シュミットI・デヘスースG・マシューズG・マドックスS・レスカーノ | F・バレンズエラ          | F・バレンズエラ          | F・バレンズエラ          | 左                       | F・バレンズエラJ・フィンプルG・ブロックS・サックスP・ゲレーロB・ラッセルD・ベイカーK・ランドローM・マーシャル |

### 第3戦 10月7日
- ベテランズ・スタジアム（ペンシルベニア州フィラデルフィア）

|                              | 1 | 2 | 3 | 4 | 5 | 6 | 7 | 8 | 9 | R | H | E |
| ---------------------------- | - | - | - | - | - | - | - | - | - | - | - | - |
| ロサンゼルス・ドジャース     | 0 | 0 | 0 | 2 | 0 | 0 | 0 | 0 | 0 | 2 | 4 | 0 |
| フィラデルフィア・フィリーズ | 0 | 2 | 1 | 1 | 2 | 0 | 1 | 0 | X | 7 | 9 | 1 |

1. 勝利：チャールズ・ハドソン（1勝）
2. 敗戦：ボブ・ウェルチ（1敗）
3. 本塁打
LAD：マイク・マーシャル1号2ラン
PHI：ゲイリー・マシューズ2号ソロ
4. 審判
［球審］ジョン・マクシェリー
［塁審］一塁: リー・ウェイヤー、二塁: ダグ・ハーヴェイ、三塁: ジェリー・クロフォード
［外審］左翼: テリー・テイタ、右翼: ディック・ステーロ
5. 昼間試合  試合時間: 2時間51分  観客: 5万3490人
詳細: Baseball-Reference.com

| ロサンゼルス・ドジャース | ロサンゼルス・ドジャース | ロサンゼルス・ドジャース | ロサンゼルス・ドジャース | ロサンゼルス・ドジャース                                                                                  | フィラデルフィア・フィリーズ | フィラデルフィア・フィリーズ | フィラデルフィア・フィリーズ | フィラデルフィア・フィリーズ | フィラデルフィア・フィリーズ                                                                              |
| ------------------------ | ------------------------ | ------------------------ | ------------------------ | --- | ---------------------------- | ---------------------------- | ---------------------------- | ---------------------------- | --- |
| 打順                     | 守備                     | 選手                     | 打席                     | B・ウェルチJ・フィンプルG・ブロックS・サックスP・ゲレーロB・ラッセルD・ベイカーK・ランドローM・マーシャル | 打順                         | 守備                         | 選手                         | 打席                         | C・ハドソンB・ディアスP・ローズJ・モーガンM・シュミットI・デヘスースG・マシューズG・グロスJ・ラフィーバー |
| 1                        | 二                       | S・サックス              | 右                       | B・ウェルチJ・フィンプルG・ブロックS・サックスP・ゲレーロB・ラッセルD・ベイカーK・ランドローM・マーシャル | 1                            | 二                           | J・モーガン                  | 左                           | C・ハドソンB・ディアスP・ローズJ・モーガンM・シュミットI・デヘスースG・マシューズG・グロスJ・ラフィーバー |
| 2                        | 一                       | G・ブロック              | 左                       | B・ウェルチJ・フィンプルG・ブロックS・サックスP・ゲレーロB・ラッセルD・ベイカーK・ランドローM・マーシャル | 2                            | 一                           | P・ローズ                    | 両                           | C・ハドソンB・ディアスP・ローズJ・モーガンM・シュミットI・デヘスースG・マシューズG・グロスJ・ラフィーバー |
| 3                        | 左                       | D・ベイカー              | 右                       | B・ウェルチJ・フィンプルG・ブロックS・サックスP・ゲレーロB・ラッセルD・ベイカーK・ランドローM・マーシャル | 3                            | 三                           | M・シュミット                | 右                           | C・ハドソンB・ディアスP・ローズJ・モーガンM・シュミットI・デヘスースG・マシューズG・グロスJ・ラフィーバー |
| 4                        | 三                       | P・ゲレーロ              | 右                       | B・ウェルチJ・フィンプルG・ブロックS・サックスP・ゲレーロB・ラッセルD・ベイカーK・ランドローM・マーシャル | 4                            | 右                           | J・ラフィーバー              | 左                           | C・ハドソンB・ディアスP・ローズJ・モーガンM・シュミットI・デヘスースG・マシューズG・グロスJ・ラフィーバー |
| 5                        | 中                       | K・ランドロー            | 左                       | B・ウェルチJ・フィンプルG・ブロックS・サックスP・ゲレーロB・ラッセルD・ベイカーK・ランドローM・マーシャル | 5                            | 左                           | G・マシューズ                | 右                           | C・ハドソンB・ディアスP・ローズJ・モーガンM・シュミットI・デヘスースG・マシューズG・グロスJ・ラフィーバー |
| 6                        | 右                       | M・マーシャル            | 右                       | B・ウェルチJ・フィンプルG・ブロックS・サックスP・ゲレーロB・ラッセルD・ベイカーK・ランドローM・マーシャル | 6                            | 中                           | G・グロス                    | 左                           | C・ハドソンB・ディアスP・ローズJ・モーガンM・シュミットI・デヘスースG・マシューズG・グロスJ・ラフィーバー |
| 7                        | 遊                       | B・ラッセル              | 右                       | B・ウェルチJ・フィンプルG・ブロックS・サックスP・ゲレーロB・ラッセルD・ベイカーK・ランドローM・マーシャル | 7                            | 捕                           | B・ディアス                  | 右                           | C・ハドソンB・ディアスP・ローズJ・モーガンM・シュミットI・デヘスースG・マシューズG・グロスJ・ラフィーバー |
| 8                        | 捕                       | J・フィンプル            | 右                       | B・ウェルチJ・フィンプルG・ブロックS・サックスP・ゲレーロB・ラッセルD・ベイカーK・ランドローM・マーシャル | 8                            | 遊                           | I・デヘスース                | 右                           | C・ハドソンB・ディアスP・ローズJ・モーガンM・シュミットI・デヘスースG・マシューズG・グロスJ・ラフィーバー |
| 9                        | 投                       | B・ウェルチ              | 右                       | B・ウェルチJ・フィンプルG・ブロックS・サックスP・ゲレーロB・ラッセルD・ベイカーK・ランドローM・マーシャル | 9                            | 投                           | C・ハドソン                  | 両                           | C・ハドソンB・ディアスP・ローズJ・モーガンM・シュミットI・デヘスースG・マシューズG・グロスJ・ラフィーバー |
| 先発投手                 | 先発投手                 | 先発投手                 | 投球                     | B・ウェルチJ・フィンプルG・ブロックS・サックスP・ゲレーロB・ラッセルD・ベイカーK・ランドローM・マーシャル | 先発投手                     | 先発投手                     | 先発投手                     | 投球                         | C・ハドソンB・ディアスP・ローズJ・モーガンM・シュミットI・デヘスースG・マシューズG・グロスJ・ラフィーバー |
| B・ウェルチ              | B・ウェルチ              | B・ウェルチ              | 右                       | B・ウェルチJ・フィンプルG・ブロックS・サックスP・ゲレーロB・ラッセルD・ベイカーK・ランドローM・マーシャル | C・ハドソン                  | C・ハドソン                  | C・ハドソン                  | 右                           | C・ハドソンB・ディアスP・ローズJ・モーガンM・シュミットI・デヘスースG・マシューズG・グロスJ・ラフィーバー |

### 第4戦 10月8日
- ベテランズ・スタジアム（ペンシルベニア州フィラデルフィア）

|                              | 1 | 2 | 3 | 4 | 5 | 6 | 7 | 8 | 9 | R | H  | E |
| ---------------------------- | - | - | - | - | - | - | - | - | - | - | -- | - |
| ロサンゼルス・ドジャース     | 0 | 0 | 0 | 1 | 0 | 0 | 0 | 1 | 0 | 2 | 10 | 0 |
| フィラデルフィア・フィリーズ | 3 | 0 | 0 | 0 | 2 | 2 | 0 | 0 | X | 7 | 13 | 1 |

1. 勝利：スティーブ・カールトン（2勝）
2. 敗戦：ジェリー・ロイス（2敗）
3. 本塁打
LAD：ダスティ・ベイカー1号ソロ
PHI：ゲイリー・マシューズ3号3ラン、シクスト・レスカーノ1号2ラン
4. 審判
［球審］リー・ウェイヤー
［塁審］一塁: ダグ・ハーヴェイ、二塁: ジェリー・クロフォード、三塁: テリー・テイタ
［外審］左翼: ディック・ステーロ、右翼: ジョン・マクシェリー
5. 夜間試合  試合時間: 2時間50分  観客: 6万4494人
詳細: Baseball-Reference.com

| ロサンゼルス・ドジャース | ロサンゼルス・ドジャース | ロサンゼルス・ドジャース | ロサンゼルス・ドジャース | ロサンゼルス・ドジャース                                                                                | フィラデルフィア・フィリーズ | フィラデルフィア・フィリーズ | フィラデルフィア・フィリーズ | フィラデルフィア・フィリーズ | フィラデルフィア・フィリーズ                                                                                  |
| ------------------------ | ------------------------ | ------------------------ | ------------------------ | --- | ---------------------------- | ---------------------------- | ---------------------------- | ---------------------------- | --- |
| 打順                     | 守備                     | 選手                     | 打席                     | J・ロイスS・イェーガーM・マーシャルS・サックスP・ゲレーロB・ラッセルD・ベイカーK・ランドローD・トーマス | 打順                         | 守備                         | 選手                         | 打席                         | S・カールトンB・ディアスP・ローズJ・モーガンM・シュミットI・デヘスースG・マシューズG・マドックスS・レスカーノ |
| 1                        | 二                       | S・サックス              | 右                       | J・ロイスS・イェーガーM・マーシャルS・サックスP・ゲレーロB・ラッセルD・ベイカーK・ランドローD・トーマス | 1                            | 二                           | J・モーガン                  | 左                           | S・カールトンB・ディアスP・ローズJ・モーガンM・シュミットI・デヘスースG・マシューズG・マドックスS・レスカーノ |
| 2                        | 遊                       | B・ラッセル              | 右                       | J・ロイスS・イェーガーM・マーシャルS・サックスP・ゲレーロB・ラッセルD・ベイカーK・ランドローD・トーマス | 2                            | 一                           | P・ローズ                    | 両                           | S・カールトンB・ディアスP・ローズJ・モーガンM・シュミットI・デヘスースG・マシューズG・マドックスS・レスカーノ |
| 3                        | 三                       | P・ゲレーロ              | 右                       | J・ロイスS・イェーガーM・マーシャルS・サックスP・ゲレーロB・ラッセルD・ベイカーK・ランドローD・トーマス | 3                            | 三                           | M・シュミット                | 右                           | S・カールトンB・ディアスP・ローズJ・モーガンM・シュミットI・デヘスースG・マシューズG・マドックスS・レスカーノ |
| 4                        | 左                       | D・ベイカー              | 右                       | J・ロイスS・イェーガーM・マーシャルS・サックスP・ゲレーロB・ラッセルD・ベイカーK・ランドローD・トーマス | 4                            | 右                           | S・レスカーノ                | 右                           | S・カールトンB・ディアスP・ローズJ・モーガンM・シュミットI・デヘスースG・マシューズG・マドックスS・レスカーノ |
| 5                        | 一                       | M・マーシャル            | 右                       | J・ロイスS・イェーガーM・マーシャルS・サックスP・ゲレーロB・ラッセルD・ベイカーK・ランドローD・トーマス | 5                            | 左                           | G・マシューズ                | 右                           | S・カールトンB・ディアスP・ローズJ・モーガンM・シュミットI・デヘスースG・マシューズG・マドックスS・レスカーノ |
| 6                        | 捕                       | S・イェーガー            | 右                       | J・ロイスS・イェーガーM・マーシャルS・サックスP・ゲレーロB・ラッセルD・ベイカーK・ランドローD・トーマス | 6                            | 中                           | G・マドックス                | 右                           | S・カールトンB・ディアスP・ローズJ・モーガンM・シュミットI・デヘスースG・マシューズG・マドックスS・レスカーノ |
| 7                        | 中                       | K・ランドロー            | 左                       | J・ロイスS・イェーガーM・マーシャルS・サックスP・ゲレーロB・ラッセルD・ベイカーK・ランドローD・トーマス | 7                            | 捕                           | B・ディアス                  | 右                           | S・カールトンB・ディアスP・ローズJ・モーガンM・シュミットI・デヘスースG・マシューズG・マドックスS・レスカーノ |
| 8                        | 右                       | D・トーマス              | 両                       | J・ロイスS・イェーガーM・マーシャルS・サックスP・ゲレーロB・ラッセルD・ベイカーK・ランドローD・トーマス | 8                            | 遊                           | I・デヘスース                | 右                           | S・カールトンB・ディアスP・ローズJ・モーガンM・シュミットI・デヘスースG・マシューズG・マドックスS・レスカーノ |
| 9                        | 投                       | J・ロイス                | 左                       | J・ロイスS・イェーガーM・マーシャルS・サックスP・ゲレーロB・ラッセルD・ベイカーK・ランドローD・トーマス | 9                            | 投                           | S・カールトン                | 左                           | S・カールトンB・ディアスP・ローズJ・モーガンM・シュミットI・デヘスースG・マシューズG・マドックスS・レスカーノ |
| 先発投手                 | 先発投手                 | 先発投手                 | 投球                     | J・ロイスS・イェーガーM・マーシャルS・サックスP・ゲレーロB・ラッセルD・ベイカーK・ランドローD・トーマス | 先発投手                     | 先発投手                     | 先発投手                     | 投球                         | S・カールトンB・ディアスP・ローズJ・モーガンM・シュミットI・デヘスースG・マシューズG・マドックスS・レスカーノ |
| J・ロイス                | J・ロイス                | J・ロイス                | 左                       | J・ロイスS・イェーガーM・マーシャルS・サックスP・ゲレーロB・ラッセルD・ベイカーK・ランドローD・トーマス | S・カールトン                | S・カールトン                | S・カールトン                | 左                           | S・カールトンB・ディアスP・ローズJ・モーガンM・シュミットI・デヘスースG・マシューズG・マドックスS・レスカーノ |